# ليو أوبراين (لاعب كريكت)
ليو أوبراين (2 يوليو 1907 - 13 مارس 1997) (بالإنجليزية: Leo O'Brien)‏ هو لاعب كريكت أسترالي. شارك مع منتخب أستراليا الوطني للكريكت.

## وصلات خارجية
- ليو أوبراين على موقع إي آس بي آن كريك إنفو (الإنجليزية)